# フランソワーズ・ジルー
フランソワーズ・ジルー (Françoise Giroud; 1916年9月21日 - 2003年1月19日）は、フランスのジャーナリスト、映画脚本家、作家、政治家である。14歳のときからパリの書店で働き、その後、マルク・アレグレ監督の誘いで映画界に入り、アレグレ、ジャン・ルノワール、ジャック・ベッケルなどの映画のスクリプター、脚本家、助監督として活躍。第二次世界大戦中にレジスタンスに参加し、1944年にゲシュタポに逮捕され、フレンヌ刑務所に収容された。1946年、『ELLE』誌（1945年創刊）の編集長に抜擢され、1953年には、インドシナ戦争の和平解決を説くピエール・マンデス＝フランスを支持する目的で、ジャン=ジャック・セルヴァン=シュレベールと共に『レクスプレス』誌を創刊。アルジェリア戦争中は同誌にて植民地主義、特にフランス軍による拷問を厳しく批判した。1974年にヴァレリー・ジスカール・デスタン大統領により女性の地位副大臣に任命され、引き続き1976年からは文化副大臣を務めた。その後、再び執筆に専念し、『アルマ・マーラー』、『マリー・キュリー』、『イェニー・マルクス』などを著した（いずれも邦訳されている）。

## 経歴

### 家系
1916年9月21日、ローザンヌ（スイス、ヴォー州）でバグダッド生まれのトルコ人ジャーナリスト、サーリフ・グールジとテッサロニキ（ギリシャ）生まれのエルダ・フラッジの間にレア・フランス・グールジとして生まれた。父サーリフはセファルディム系、母エルダはロシア系の家系であった。

### 書店員から映画界へ
1927年に父サーリフが死去。フランソワーズは学業を断念し、タイピストの資格を取得した後、家計を助けるために14歳のときからパリ（ラスパイユ大通り）の書店で働き始めた。ここでマルク・アレグレ監督に出会い、アレグレの紹介で短期間だがアンドレ・ジッドの秘書を務めた後、イヴ・ミランド監督の『バカラ』で助監督を務め、さらにアレグレの映画やジャン・ルノワール監督の映画『大いなる幻影』(1937)で、フランス最初の女性スクリプターとして活躍した。次にジャック・ベッケル監督の映画で脚本を担当し、この頃から、本名のグールジではなく、フランソワーズ・ジルーの名前を使うようになった（「ジルー (Giroud)」は「グールジ (Gourdji)」のアナグラムである）。

### レジスタンス
第二次世界大戦中、フランソワーズ・ジルーは日刊紙『パリ＝ソワール』に寄稿し始め、次第にジャーナリズム、さらには政治に関心をもつようになった。一方で、レジスタンスにも参加したが、1944年にゲシュタポに逮捕され、フレンヌ刑務所に収容された。姉のジャナーヌ（通常「ドゥース」）もレジスタンスに参加し、フランソワーズ以上に活発に活動していたが、1943年に逮捕され、ラーフェンスブリュック強制収容所に送られた。1945年5月に辛うじて生還を果たしたものの、間もなく亡くなった。ジルーは、「ドゥースが死んだ日、私の子供時代が消え去った」と回想している。

### 『ELLE』編集長
『フランス・ソワール』の編集長ピエール・ラザレフの妻エレーヌ・ラザレフは第二次大戦中にニューヨークに亡命し、米国の雑誌社で仕事をした経験から、1945年に『ヴォーグ』誌など米国のファッション雑誌のスタイルを取り入れた雑誌『ELLE』を創刊。1946年、ジルーを編集長に任命した。当時、同誌は「流行」を紹介するだけでなく、ホームレスの問題、アベ・ピエールの慈善活動、離婚や人工妊娠中絶などの時事問題も取り上げており、ジルーは女性読者に参政権の行使や就労を呼びかけ、アベ・ピエールや作家・フェミニズム活動家のブノワット・グルーに寄稿を求めるなど、同誌を通じて社会問題に積極的に取り組んだ。

### 『レクスプレス』創刊
ところが、1953年、ジルーは辞任を決意し、エレーヌ・ラザレフを驚かせた。『ELLE』を離れて新しい雑誌を創ろうとしていたのだが、これは当時、恋愛関係にあったジャーナリスト・政治家のジャン=ジャック・セルヴァン=シュレベールと共に、インドシナ戦争の和平解決を説くピエール・マンデス＝フランスを支持する活動の一環であった。こうしてジルーとセルヴァン=シュレベールは同年『レクスプレス』誌を創刊し、翌1954年にはセルヴァン=シュレベールの妹クリスティアーヌ・コランジュも参加し、『マダム・エクスプレス』の編集長に就任した。1946年に始まったインドシナ戦争は、1954年5月7日にフランス軍がディエンビエンフーで決定的な敗北を喫し、ベトナムから撤退することになった。同年11月1日にはアルジェリア民族解放戦線が一斉蜂起を開始し（「赤い諸聖人の日」）、『レクスプレス』は植民地主義を厳しく批判。特にフランス軍による拷問について、レオーネ・ムズラというアルジェリアで拷問を受けた女性教師のインタビューを掲載した ―「一部の人間は特定の状況において、拷問を行うことで強烈な満足感を味わう。私たちは数人の男たちが、精神病院に収容されることなく、拷問を思う存分楽しむような状況にいた」。ジルーはフランソワ・モーリアックとアルベール・カミュに寄稿を求めた。1955年から56年にかけてモーリアックは500のコラムを執筆し、カミュは55の記事を掲載した。他にもジャン＝ポール・サルトル、『ル・モンド』紙の政治部長ピエール・ヴィアンソン=ポンテ、『ル・ヌーヴェル・オプセルヴァトゥール』編集主幹のジャン・ダニエル、そしてマンデス＝フランスと彼の支持者らが寄稿した。『レクスプレス』の発行部数は1970年に50万部に達した。ジルー自身、「女性が女性誌以外の雑誌を経営または共同経営したことはこれまでにないことだった」と自負している。

### 女性としてユダヤ系としての葛藤
一方、セルヴァン=シュレベールがサビーヌ・ベック・デ・フキエールと結婚したことでジルーは深く傷ついていた。実際、2度自殺を図り、ジャック・ラカンの精神分析を受けていたという。ジルーはまた、この衝動でセルヴァン=シュレベールに反ユダヤ主義的な内容の手紙を書いていた。ジルーの伝記『フランソワーズ』を書いたロール・アドレール (Laure Adler) は、ジルーの母親が彼女にユダヤ系であることについて「決して何も言わないように」約束させていたことから、これは「彼女自身のユダヤ的な部分の否定」であると解釈している。だが、ジルーは常に「決して潰されない」と心に決めていた ―「私には（男と女の）力関係というのはわからなかったけれど・・・（私が）学んだのは、弱い者はいつも潰されるということ。決して潰されない、これが一つのモットーと言えるかもしれない。決して潰されない・・・一つの決意」。実際、ジルーは「どんな男性の権威にも屈したことがない」と言っているが、これは父サーリフの影響でもある。ジルーが生まれたとき、父サーリフは男の子でなかったことに失望したという。ジルーは自分が男の子でないことを「いつも申し訳なく思い」、「女の子でも男の子のようになれる」ことを証明したいと思っていた。しかしフェミニズムについては、彼女は「私はいわゆるフェミニストではない」とし、特に米国のフェミニストとは一線を画し、『第二の性』に影響を受けたこともないと言っている。ジルーの娘カロリーヌは2011年に、「母はジャーナリズムでは例外的な存在であり、フェミニズムにおいても男性に家事をさせないフェミニストであった。ロール・アドレールは（伝記『フランソワーズ』において）こうした母の複雑さ、偉大さ、そして弱さを媚びも憎しみもなく描いている。母にはなめし革のような強さがあった。母も父も自分たちがユダヤ人であることを私には決して言わなかった。私はカトリックの環境で育った。父は無国籍者で、一度だけそんな話をしたことがある。・・・何もかも複雑であった」と語っている。

### 入閣
セルヴァン=シュレベールと別れ、『レクスプレス』を離れたジルーは、1974年、ヴァレリー・ジスカール・デスタン大統領により女性の地位副大臣に任命された。フランス内閣に初めて女性の権利や地位に関する大臣が置かれたのである。1974年にフランス内閣に占める女性の割合は9%であったが、すでに弁護士ジゼル・アリミとシモーヌ・ド・ボーヴォワールが人工妊娠中絶の合法化を求める団体「女性のために選択する」(通称「選択権」; 米国のプロチョイスに相当) を立ち上げるなど、1970年代は女性解放運動(MLF) が勢いを増した時代であり、実際、ジルーの入閣と同時にシモーヌ・ヴェイユも厚生大臣に任命され、中絶の合法化に関する法案を国民議会に上程。いわゆる「ヴェイユ法」が成立した。個性の強いジルーとヴェイユは衝突することもあったが、共に女性の地位向上のために尽力し、ジルーが提案した「100の政策」のうち、特に重要な女性の保健、教育、労働条件、農業における女性の地位、これまで男性に限定されていた職業への女性の参入に関する約30の政策が採択された。
1976年、レイモン・バール内閣が成立すると、ジルーは引き続き文化副大臣に任命された。
1977年の地方選挙では、フランス民主連合からジスカール・デスタンの支持を受けてパリ15区の候補として出馬したが、レジスタンス勲章を巡ってスキャンダルが持ち上がった。ジルーは亡くなった姉のジャナーヌと共にレジスタンスに参加し、この勲章を授与されることになっていたが、実際には受け取りに行かなかったために公式一覧に名前が記載されておらず、したがって、不正にレジスタンス勲章を受けたと訴えられたのである。この結果、ジルーは立候補を取り下げざるを得なくなり、疑いが晴れたのは2年後の1979年のことであった。

### 政界引退後
政界に嫌気がさしたジルーは、これ以降、再び執筆に専念するようになり、『アルマ・マーラー』、『マリー・キュリー』、『イェニー・マルクス』など多くの著書を発表した。また、『パリ・マッチ』、『ジュルナル・デュ・ディマンシュ』、『ル・ヌーヴェル・オプセルヴァトゥール』などに寄稿し、1992年にはフェミナ賞の審査員を務めた。
1979年、ベルナール＝アンリ・レヴィ、マレク・アルテール、ジャック・アタリ、アルフレッド・カストレル、ギ・ソルマンらと共に飢餓救済のための非政府組織「アクション・アゲインスト・ハンガー」(Action contre la faim) を結成した。
2003年1月19日、転倒が原因で運び込まれたアメリカン・ホスピタル（ヌイイ＝シュル＝セーヌ）で死去、享年86歳。遺体はペール・ラシェーズ墓地で火葬に付された後、娘のカロリーヌがその灰をバラの木に振りかけた。1997年出版の『アルチュールまたは生きる幸せ』で、ジルーが祈りの言葉の最後に、「私の遺体は火葬にし、灰を花の肥料にしてほしい。女の塵がバラを育む・・・」と書いていたからである。
2003年1月19日付『ル・ヌーヴェル・オプセルヴァトゥール』に追悼の辞が多数掲載された。以下はその一部である。
- 当時、社会党第一書記のフランソワ・オランド：「彼女（ジルー）は的確に狙いを定め、明確な見通しをもち、その表現力は見事としか言いようがなかった。・・・フランソワーズ・ジルーはまた情熱があり、それはピエール・マンデス＝フランスの行動を支持したとき、そして後に女性の権利のために闘ったときに示されたとおりである。特に女性の権利のための闘いは、報道においても政治的責務においても非常に熱心であった」
- ジスカール・デスタン元大統領：「彼女はフランスの生活の扉を、女性の役割に向かって思い切り開いてみせた」
- ジャン・ダニエル：「彼女にとって人生とは闘いだった」
- ベルナール＝アンリ・レヴィ：「フランソワーズは要塞だ。愛する者をどんなことがあっても守り通した」

## 著書
- Françoise Giroud vous présente le Tout-Paris (フランソワーズ・ジルーが紹介するパリの社交界), Gallimard, 1952 (序文：マルセル・アシャール)
- Nouveaux Portraits (新しい肖像), Gallimard, 1953
- La Nouvelle Vague, portraits de la jeunesse (ヌーヴェルヴァーグ ― 若者たちの肖像), Gallimard, 1958
- « L'Aventurier du journalisme », Entretiens, Roger Vailland (ロジェ・ヴァイヤン（フランス語版）の伝記随筆集『ロジェ・ヴァイヤン対談集』のジルーに関する章「ジャーナリズムの冒険者」), Subervie, 1970
- Si je mens, Stock, 1972
  - 『もし私が嘘をついたら ― フランソワーズ・ジルー、生きた歴史を語る』(山口昌子訳, サイマル出版会, 1976)
- Une Poignée d'eau (一握りの水), Robert Laffont, 1973
- La Comédie du Pouvoir (権力の喜劇), Fayard, 1977
- Ce que je crois (私が考えていること), Grasset, 1978
- Une femme honorable, Fayard, 1981
  - 『マリー・キュリー』(山口昌子訳, 新潮社, 1984) --- マリー・キュリーの伝記
- Le Bon Plaisir, Mazarine, 1983
  - 『東京発大統領の手紙が盗まれた』(山口昌子訳, 新潮社, 1986) --- 小説
- Dior, Christian Dior 1905-1957 (ディオール ― クリスチャン・ディオール1905-1957), Éditions du Regard, 1987 (イラスト500枚入り)
- Écoutez-moi: Paris-Berlin, aller-retour (話を聞いて ― パリ・ベルリン往復), Maren Sell, 1988 (ギュンター・グラスとの共著)
- Alma Mahler, ou l'art d'être aimée, Robert Laffont, 1988 --- グスタフ・マーラーの妻アルマの伝記
  - 『アルマ・マーラー ― ウィーン式恋愛術』(山口昌子訳, 河出書房新社, 1989)
- Leçons particulières (個人教授), Fayard, 1990
- Jenny Marx ou la Femme du diable, Robert Laffont, 1992 --- カール・マルクスの妻イェニーの伝記, シャンブレ＝レ＝トゥール市によるガブリエル・デストレ文学賞受賞
  - 『イェニー・マルクス ―「悪魔」を愛した女』(幸田礼雅訳)
- Le Journal d'une Parisienne (あるパリジェンヌの日記), Le Seuil, 1994
- Mon très cher amour, Grasset, 1994
  - 『わが愛しき人よ…』(三好郁朗訳, 東京創元社, 1995)
- Les Hommes et les femmes, Orban, 1994 (ベルナール＝アンリ・レヴィとの共著)
  - 『男と女・愛をめぐる十の対話』(三好郁朗訳, 東京創元社, 1995)
- Cœur de tigre (虎の心), Plon-Fayard, 1995 --- ジョルジュ・クレマンソーの伝記
- Cosima la sublime (崇高なる女性コジマ), Plon-Fayard, 1996 --- リヒャルト・ワーグナーの妻コジマの伝記
- Chienne d'année : 1995, Journal d'une Parisienne vol. 2 (今年の雌犬1995 ― あるパリジェンヌの日記第2巻), Le Seuil, 1996
- Gais-z-et-Contents: 1996, Journal d'une Parisienne vol 3 (陽気に喜んで1996 ― あるパリジェンヌの日記第3巻), Le Seuil, 1997
- Arthur ou le bonheur de vivre (アルチュールまたは生きる幸せ), Fayard, 1997
- Deux et deux font trois (2+2=3), Grasset, 1998
- Les Françaises, de la Gauloise à la pilule (フランス人女性 ― ガリア人女性から経口避妊薬まで), Fayard, 1999
- La Rumeur du monde (世間の噂), journal 1997 et 1998, Fayard 1999
- C’est arrivé hier. Journal 1999 (昨日着いた ― 日記1999), Fayard, 2000
- Histoires (presque) varies (（ほとんど）本当の話),  Fayard, 2000
- Profession journaliste, conversation avec Martine de Rabaudy (ジャーナリストの仕事 ― マルティーヌ・ド・ラボーディとの対談), Hachette Littératures, 2001
- On ne peut pas être heureux tout le temps (いつも幸せというわけにはいかない), Fayard, 2001 (自伝)
- Lou, histoire d'une femme libre (ルー ― ある自由な女性の物語), Fayard, 2002
- Demain déjà (もう明日), journal 2002-2003, Fayard 2003
- Les Taches du léopard (豹の斑点), Fayard, 2003
- Histoire d'une femme libre (ある自由な女性の物語), Gallimard, 2013

## 映画脚本等
イヴ・ミランド監督作品『バカラ』(1935) の助監督、ジャン・ルノワール監督作品『大いなる幻影』(1937) のスクリプター、マルセル・レルビエ監督作品『小さな幸せ』(1945) の脚本、ジャック・ベッケル監督作品『幸福の設計』(1947) の脚本、マルク・アレグレ監督作品『巴里の気まぐれ娘』(1953) の脚本、ジュールズ・ダッシン監督作品『掟』(1959) の脚本、ミシェル・ボワロン監督作品『素晴らしき恋人たち』(1961) など、30作以上の映画のスクリプター、助監督、脚本、台詞を担当した。また、著書『マリー・キュリー』は1991年にミシェル・ボワロン監督によりテレビ映画化され、ここでも脚本を担当した。